# تپه‌حصار ۲
تپه حصار ۲ مربوط به دوران‌های تاریخی پس از اسلام است و در شهرستان بوئین‌زهرا، روستای حصار ولیعصر واقع شده و این اثر در تاریخ ۱۰ مهر ۱۳۸۰ با شمارهٔ ثبت ۳۹۱۷ به‌عنوان یکی از آثار ملی ایران به ثبت رسیده است.